# Powwow

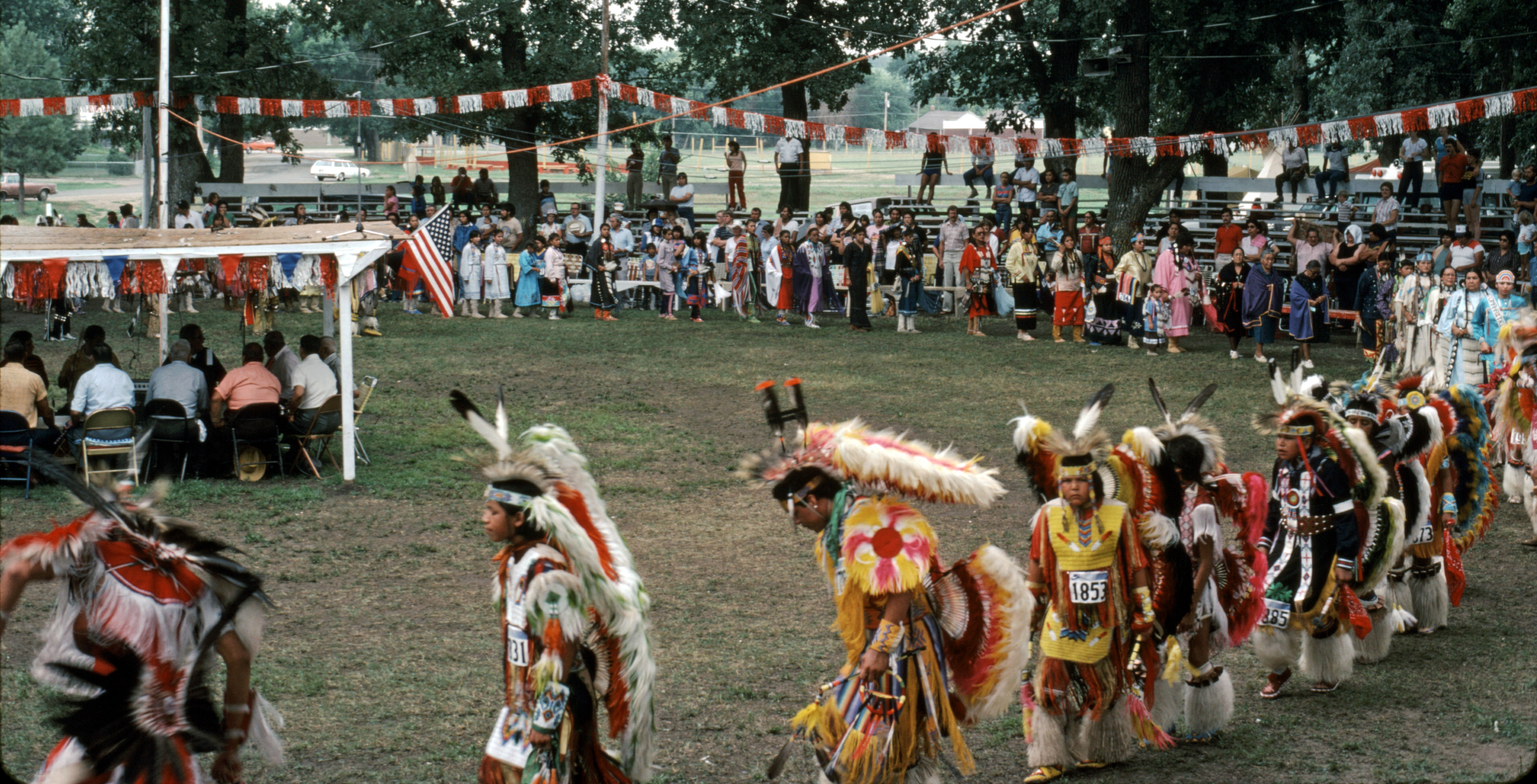
Grand Entry des Omaha-Powwows 1983

Ein Powwow (auch Pow-Wow oder Pow Wow) ist im weitesten Sinne ein Treffen nordamerikanischer Indigener oder jede vergleichbare Veranstaltung. Im engsten Sinne ist es eine Form von Kulturveranstaltung, die auf Bräuchen von Kriegerbünden der mittleren Great Plains aus dem 19. Jahrhundert gründet. Durch verschiedene Aspekte des Brauchtums werden die kulturelle Identität gestärkt und überlieferte Wertevorstellungen vermittelt.

## Etymologie

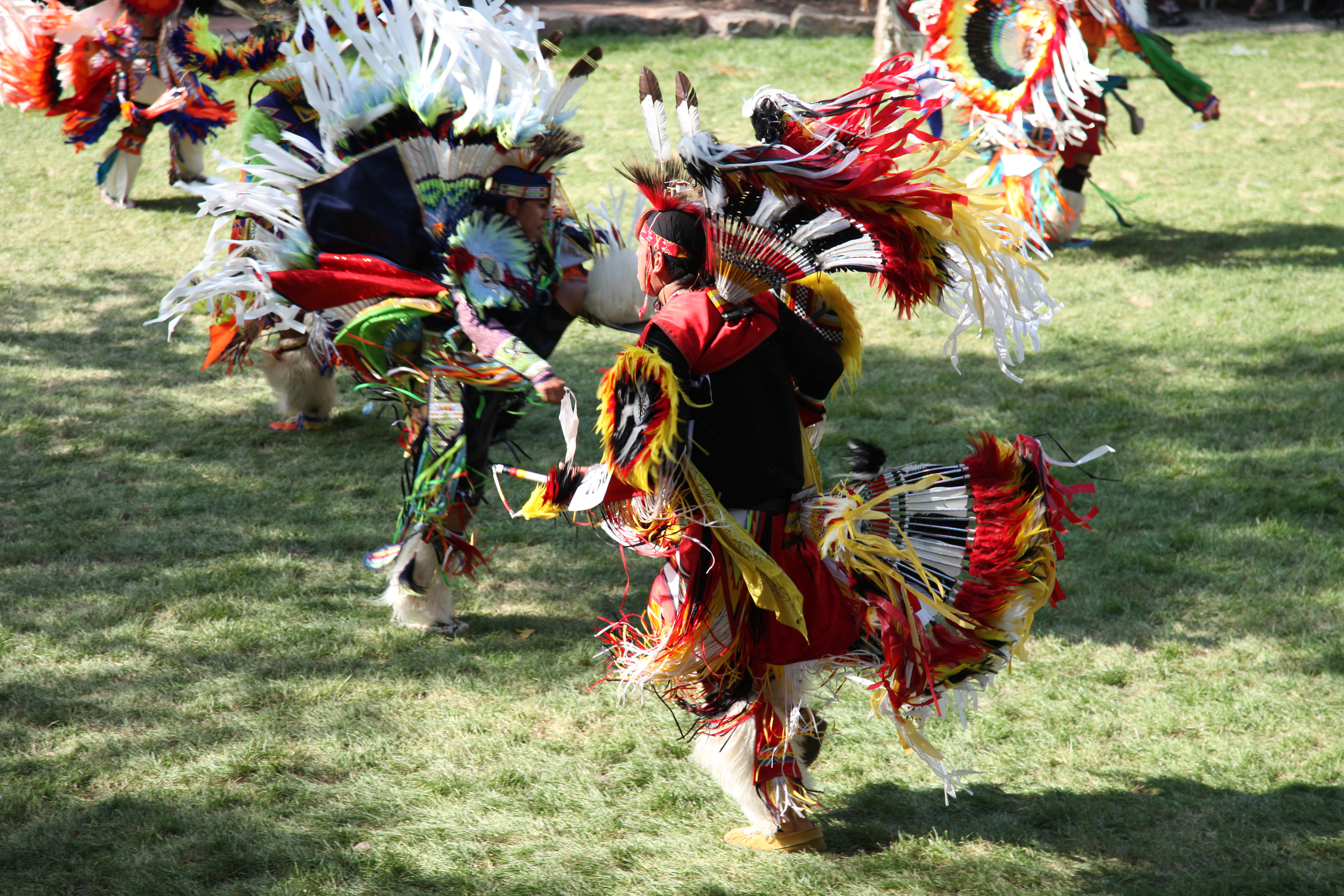
Tänzer beim Powwow 2016 in Wendake, einer Gemeinde der Wendat-Huronen, nahe der Stadt Québec, Kanada

Der Begriff „Powwow“ kommt aus der Narragansett-Sprache, bedeutet so viel wie er träumt und bezeichnet den Medizinmann. Seine Handlungen vor Zuschauern machten die Zeremonien zu einem Spektakel. Die anwesenden Weißen bezogen das Wort Powwow missverständlich auf das Geschehen. Es wird in manchen Algonkin-Sprachen als Ratsversammlung übersetzt. Spätestens im 18. Jahrhundert wurde der Begriff von englisch- und deutschsprachigen Kolonisten als Bezeichnung für verschiedene traditionelle indianische Veranstaltungsformen übernommen und hat sich so über ganz Nordamerika verbreitet. Mit dem Wechsel von der Bezeichnung für eine Person zur Bezeichnung für eine Veranstaltungsform wird das Wort Powwow zu einem Kunstwort ohne eindeutige Definition. Bei den nordamerikanischen Völkern, die für diese Veranstaltungen in ihren Sprachen eigene Wörter haben, gilt das Wort Powwow als Anglizismus und Fremdwort. Wird das alte Wort der Narraganset als Ursprung genommen, ist die einzig richtige Schreibweise „Powwow“ in einem Wort (nicht Pow-Wow, Pow Wow, pow-wow oder pow wow).

## Geschichte

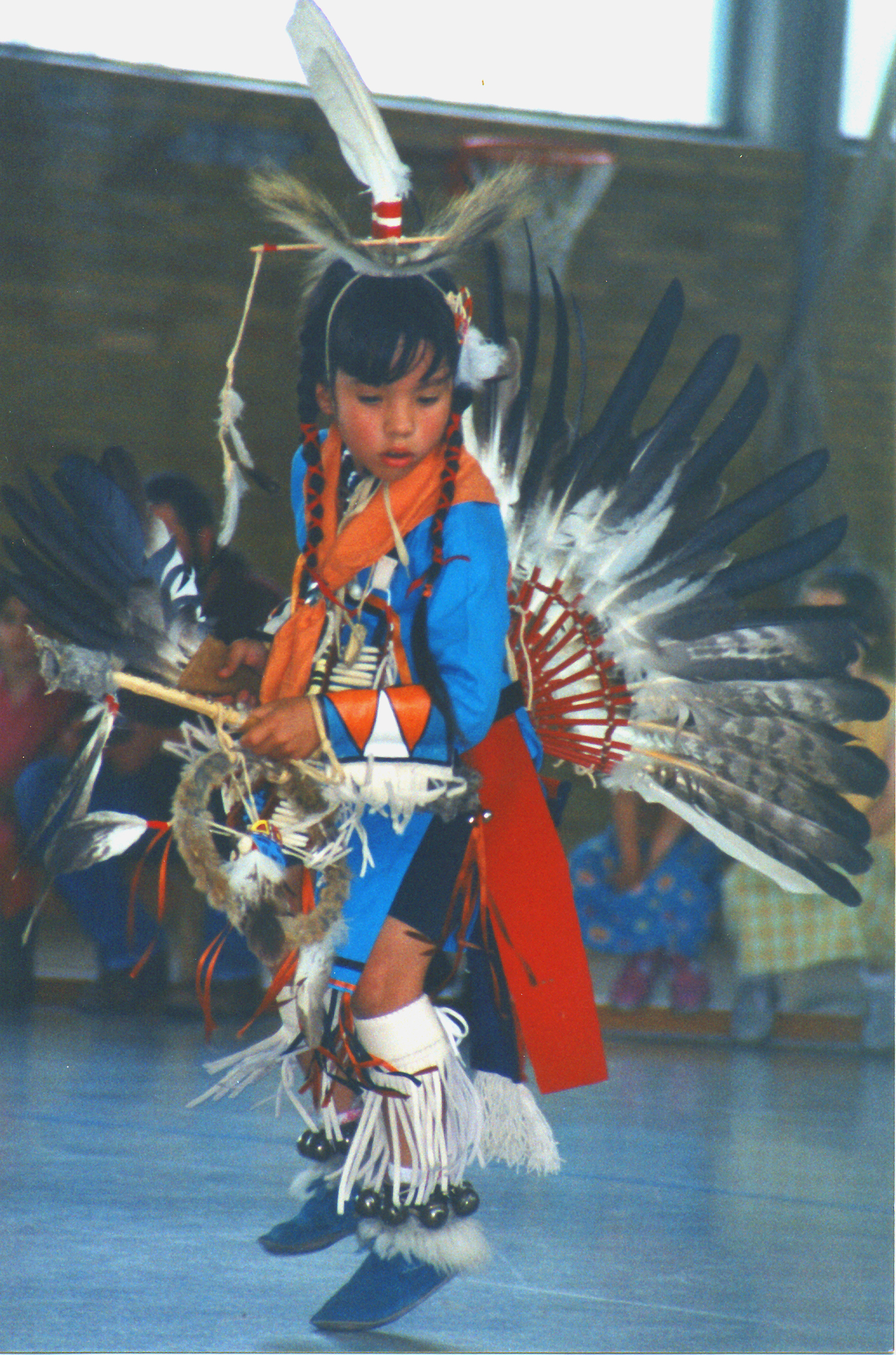
Junger Tänzer bei einem öffentlichen Powwow in der Nähe von Frankfurt (ca. 2000)

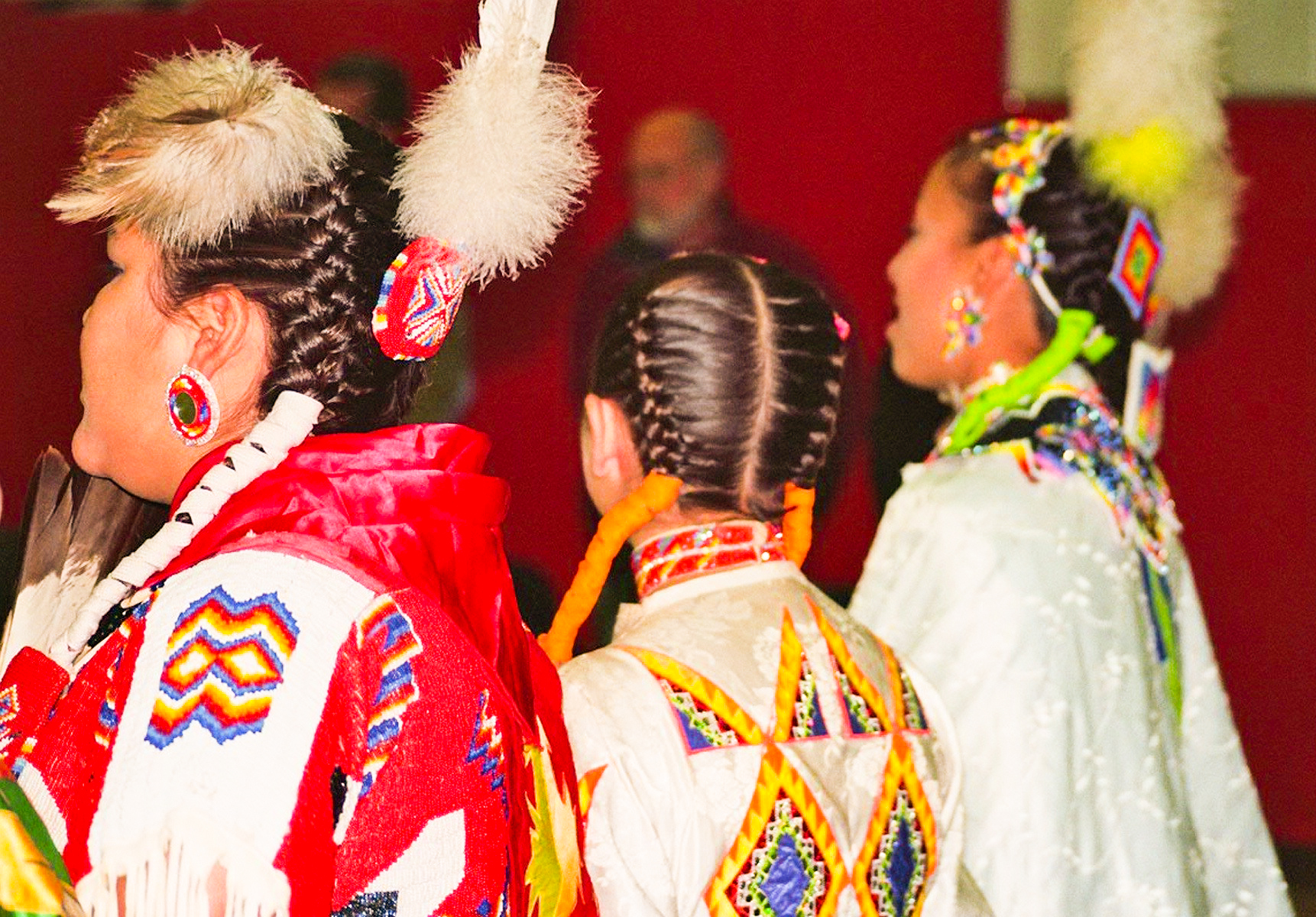
Powwow bei der Ho Chunk Nation, Wisconsin

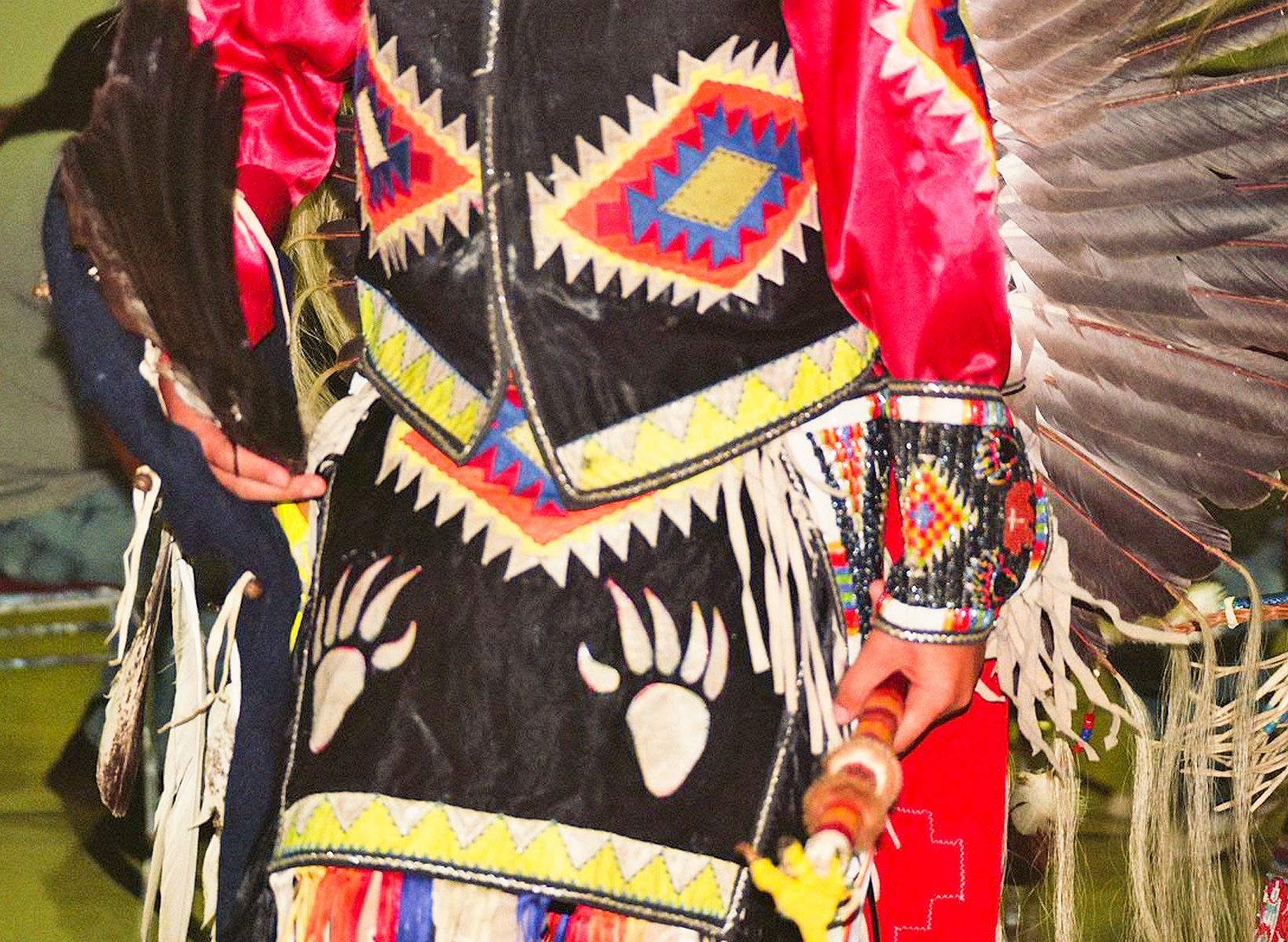
Spezielle Trachten beim Powwow bei der Ho Chunk Nation, Wisconsin

Die Vorläufer der Powwows entstanden hauptsächlich aus zwei Kernen. Diese haben historisch und inhaltlich wahrscheinlich eine Verbindung, sind aber örtlich und zeitlich voneinander unabhängig.

### Vorreservationszeit
Ein Ursprung der Powwows sind die Iruska-Tänze der Pawnee auf den mittleren Great Plains. Diese Tänze wurden seit den 1820er Jahren an deren Nachbarvölker weitergegeben. Auf den Großen Ebenen entwickelten sich Veranstaltungen von Kriegergesellschaften. Der Zweck dieser Veranstaltungen lag in der Stärkung der Gemeinschaft in psychischer und sozialer Hinsicht. Dies geschah durch die Entwicklung einer eigenen Identität der Gesellschaft in allen Bereichen des traditionellen Lebens und dem bewussten Umgang damit. Nach innen entstanden eigene Grundsätze, die bei bestimmten Anlässen in der Öffentlichkeit demonstriert wurden. Deshalb wiesen diese Veranstaltungen militärische, religiöse, soziale, wirtschaftliche, rechtliche, didaktische, kulinarische, künstlerische, unterhaltende und andere traditionelle Aspekte auf, die genau auf die betreffende Kriegergesellschaft zugeschnitten waren. Es waren typische Volksfeste. Verschiedene Kriegergesellschaften anderer Völker übernahmen im Laufe der Zeit diese Bräuche und verbanden sie mit ihren eigenen Bräuchen. Auf diese Weise verbreiteten sich die Powwow-Vorläufer im 19. Jahrhundert bei den Völkern der mittleren, nördlichen und südlichen Großen Ebenen und deren Randgebieten zu den (Lakota, Cheyenne, Absarokee (Crow) und Blackfoot).

### Reservationsszeit
Als diese Völker gezwungen wurden, in Reservaten zu leben, verloren die Kriegergesellschaften ihre Bedeutung. Die alten Bestandteile des Volksfestes wurden jedoch beibehalten und weiterentwickelt. Dabei wurden sie in einigen Teilen vereinfacht und in anderen komplexer.
Der zweite Kern, aus dem sich die Powwows entwickelt haben, ist die Religion der großen Trommel. Diese verbreitete sich seit den 1880er Jahren von der Region der westlichen Großen Seen aus. Seit der Reservatszeit ist es irrelevant, ob die Powwowleute Mitglieder einer Kriegergesellschaft sind, von welchem Volk sie stammen oder aus welchem Erdteil sie kommen. Die Nachfolger der Mitglieder der Kriegergesellschaften sind seit dem Ersten Weltkrieg die Kriegsveteranen. Deshalb lebten viele alte Kriegertraditionen in den 1920er Jahren wieder auf, die Powwows erlebten dadurch einen Aufschwung. Die Aspekte Sport und Spiel kamen hinzu.
Bei den Völkern, welche die Powwowvorläufer bereits in der Vorreservationszeit praktizierten, gehören Powwows zur eigenen Kultur. Menschen aus anderen Kulturregionen können zusätzlich zur eigenen Kultur die Powwowtraditionen übernehmen. Einige nordamerikanische Völker, die ihre Kultur verloren haben, nutzen Powwow oft als Ersatz. Andere Ureinwohner Nordamerikas mit einer lebendigen eigenen Kultur lehnen Powwows als kulturelle Ausdrucksform für sich ab.
Im 20. Jahrhundert verbreiteten sich die Powwowtraditionen über ganz Nordamerika und fanden in Europa ihre Anhänger. Unter anderem in England, Deutschland, Dänemark, Polen und Tschechien finden diese Feste seit mehreren Jahrzehnten statt. Europäische Powwows werden auch von hier lebenden Natives besucht, aber die große Mehrheit der Teilnehmer sind Europäer. In Deutschland finden regelmäßig Powwows der hier stationierten amerikanisch-indianischen Soldaten statt. Die Teilnahme von nicht-indianischen Living-History-Darstellern, die in ihrer Freizeit das Leben der früheren Indianer nachspielen („Hobbyisten“ genannt), wird bei diesen Powwows nicht gern gesehen.

## Zweck und Bedeutung
Powwows sind der in der Öffentlichkeit deutlichste Ausdruck nordamerikanischer Indianerkulturen. Die Teilnehmer präsentieren stolz ihre Stammeszugehörigkeit und erneuern bei jeder dieser Veranstaltungen ihr Selbstverständnis als „Native Americans“. Demnach sind Powwows soziologisch betrachtet weit mehr als nur indianische Volksfeste.
Der Zweck eines Powwows besteht darin, den gemeinschaftlichen Geist zu stärken und die Zugehörigkeit zu einer indianischen Kultur aktiv zu leben. Das geschieht durch Stärkung von Körper, Seele und Geist. Für ein gutes Leben ist es den Powwowleuten wichtig, bewusst die Traditionen zu pflegen. Auf den Powwows geschieht das beispielsweise durch Trachten, Abzeichen, Symbole, Tänze, Rituale, Rechtsakte, Zeremonien, Ehrungen, Speisen, Sprache, Lieder, Gebete, Geschichten, Anekdoten, Witze, Kunst, Spiele und Sport. Powwows sind in erster Linie ein komprimiertes Abbild der traditionellen Lebensweise der Ureinwohner der nordamerikanischen Plains und Prärien. Die gemeinsame Teilnahme von Angehörigen sehr unterschiedlicher Stammeskulturen führt trotz der Pflege der jeweiligen Eigenheiten zu einer Vermischung der unterschiedlichen kulturellen Elemente und fördert so das Entstehen einer gemeinsamen indianischen Kultur mit einem Schwerpunkt auf den Plainskulturen. Auch die Tatsache, dass sich bei Powwows häufig multikulturelle Liebespaare finden, bestätigt diesen Trend.
Ein anderer Grund für Powwows war das Finden eines Kompromisses für ein Problem, auch für ein Friedensangebot zwischen verschiedenen Parteien.
Die Menschen, bei denen Powwows einen großen Teil des Lebensstils einnehmen, werden Powwowleute genannt.

## Organisationsstruktur
Die Organisationsstruktur auf einem Powwow ist stark hierarchisch. Das ist durch den militärischen Ursprung der Veranstaltung begründet.

### Veranstalter
Gastgeber eines Powwows ist die veranstaltende Körperschaft mit ihren Mitgliedern. Verschiedene Arten von Körperschaften können als Veranstalter fungieren: Volksstämme, Dorfgemeinschaften, Gesellschaften, Vereine, Kasinos, Bildungseinrichtungen, Familien. Bei Familienpowwows kann alles informell geregelt sein. Der Veranstalter kümmert sich durch seine Vertreter hauptsächlich um die rechtlichen Angelegenheiten, das Budget und den Ausschuss (das Komitee).

### Ausschuss
Zum Organisieren des Powwows wird aus den Angehörigen der veranstaltenden Körperschaft ein Ausschuss bestimmt. Dieser besteht aus dem Vorstand und weiteren Mitgliedern. Der Vorstand besteht aus Vorsitzendem, Kassierer und Schriftführer, weitere Positionen sind möglich. Der Vorsitzende beruft die Versammlungen des Ausschusses ein und leitet diese. Der Kassierer verwaltet die Finanzen bei den Vorbereitungen und auf dem Powwow. Der Schriftführer führt bei den Versammlungen Protokoll und erledigt den Schriftverkehr. Bei einem großen Ausschuss kann jeder Vorstandsposten einen Vertreter haben. Der Ablauf der Versammlungen richtet sich nach den Überlieferungen. Die Berufung in den Ausschuss ist eine große Ehre. Der Ausschuss kümmert sich um die Vermarktung, den Veranstaltungsort, den Zeitplan, die Finanzen, die Werbung, die Mitarbeiter, das Organisieren der Helfer, um die Regelung des traditionellen Ablaufs und um die eingeladenen Gäste. Der Ausschuss bildet sich ein Jahr vor der Veranstaltung und nimmt seine Arbeit auf. Er kann in dieser Zeit andere Veranstaltungen nutzen, um auf sein Powwow aufmerksam zu machen. Das kann durch Infostände, Verteilen von Werbematerial und Verkauf von Werbeartikeln geschehen, auch mit Unterstützung der Königlichen. Die Ausschussmitglieder arbeiten ehrenamtlich. Gegenleistung für die Arbeit sind Anerkennung und Ehre durch die Mitglieder der veranstaltenden Körperschaft. Die
Ehrungsveranstaltung für den Ausschuss ist ein wesentlicher Bestandteil des Powwows. Aufenthaltsort und Treffpunkt für den Ausschuss auf dem Powwow ist der Ansagerstand.

### Hauptmitarbeiter
Zur Durchführung der Veranstaltungen innerhalb der Tanzarena in seinem Namen verpflichtet der Ausschuss die Hauptmitarbeiter. Folgende werden aus den erfahrenen Tänzern bzw. Sängern ausgesucht: Sprecher, Arenadirektor, gastgebende Trommelgruppe, Haupttänzer. Diese Positionen werden traditionell mit Männern besetzt, da sie auf Ämter innerhalb der alten Kriegergesellschaften zurückzuführen sind. Hauptpreisrichter, Haupttänzerin und Königliche sind später dazugekommen. Hauptmitarbeiter werden aufgrund ihrer Vorkenntnisse ausgewählt. Sie repräsentieren den Veranstalter nach außen und leiten innerhalb der Tanzarena alle Anwesenden durch das Geschehen. Spezifische Informationen zum jeweiligen Powwow und Anweisungen erhalten sie vom Ausschuss. Sie teilen sich untereinander ihre Entscheidung zum Ablauf des Geschehens mit. Aufenthaltsort oder Treffpunkt für die Hauptmitarbeiter ist der Ansagerstand oder seine direkte Umgebung.

#### Arenadirektor
Das englische Wort "arena director" lässt sich übersetzen als "Direktor, Regisseur, Leiter, Vorsteher innerhalb der Arena". Seine Aufgabe besteht darin, alle Abläufe in der Arena nach den Vorgaben des Ausschusses zu regeln und zu ordnen (Koordination). Sein Arbeitsplatz ist die Arena. Die historischen Vorbilder sind die Ordner der Kriegergesellschaften.

#### Gastgebende Trommelgruppe
Sie trägt alle Lieder bei, die zur Durchführung des Brauchtums erforderlich sind. Falls eine oder mehrere Gasttrommelgruppen anwesend sind, können diese die gastgebende Trommelgruppe dabei unterstützen. Von der gastgebenden Trommelgruppe gehen Entscheidungen zur musikalischen Gestaltung des Powwows aus.
Weitere traditionelle Aufgaben sind die Betreuung, die Bewirtung und die Unterbringung der Gasttrommelgruppen. Um eine leichte Verständigung mit den anderen Hauptmitarbeitern zu gewährleisten, hat die gastgebende Trommelgruppe ihren Platz in der Nähe des Ansagerstandes.

#### Hauptpreisrichter
Sie haben leitende Stellungen bei den Tanz- und Gesangswettbewerben des Gastgebers. Bei den Tanzwettbewerben bestimmen sie Anzahl, Art und Reihenfolge der Tänze für die Wettbewerbe innerhalb einer Tanzkategorie und Altersklasse. Entsprechend können sie nach Geschlecht und Altersklasse ausgewählt werden.
Sie wählen die Preisrichter aus, händigen ihnen die Wertungsunterlagen aus und sind deren Ansprechpersonen. Nach den Wettbewerbsrunden nehmen sie die Wertungsunterlagen und ggf. Rückmeldungen von den Preisrichtern entgegen, entscheiden über die Einhaltung der Wettbewerbsregeln und sich möglicherweise daraus ergebende Ausschlüsse vom Wettbewerb. Außerdem führen sie die Auszählungen der Wertungen durch, überwachen oder überprüfen sie.

#### Königliche
Körperschaften, welche das Brauchtum nordamerikanischer Ureinwohner pflegen oder die sich damit verbunden fühlen, können sich in der Öffentlichkeit von ausgewählten jugendlichen Personen repräsentieren lassen. Im Zusammenhang mit einem eigenen Powwow geschieht das häufig durch Königliche. Das sind weibliche und männliche Repräsentanten aus verschiedenen Altersgruppen mit unterschiedlichen Titeln, die unter diesem Begriff zusammengefasst werden.

#### Löffelhüter
In der Vorreservationszeit erforderte die Verpflegung auf den Kriegszügen ein gewisses Maß an Organisation durch die Krieger selber. Daraus entstand die Position des Löffelhüters. Diese wird auf Powwows im Kulturbereich der südlichen Großen Ebenen vergeben. Seine Aufgabe besteht in der Organisation der Powwowküche. Er verwaltet das Budget, erstellt den Speiseplan, veranlasst die Einkäufe, betreut die Küchenhelfer, macht den Zeitplan und organisiert die Essensausgaben.

### Helfer
Je nach Bedarf werden für viele andere Aufgaben Helfer eingesetzt. Dabei kann es sich um Freiwillige oder um gebuchte Kräfte handeln (für die Küche, den Auf- und Abbau, Sanitätsdienst, Sicherheitsdienst, Abfallentsorgung, Reinigungskräfte).

### Gäste
Jeder andere ist als Gast willkommen und kann an den Feierlichkeiten teilnehmen.
Die persönliche Betreuung, die Bewirtung und die Unterbringung der Gasttrommelgruppen ist traditionell die Aufgabe der gastgebenden Trommelgruppe.

#### Eingeladene Gäste
Der Ausschuss kann ehrenwerte Einzelpersonen zum Powwow einladen mit der Bitte um eine Gegenleistung. Das kann bei der Eröffnung eine Ansprache, ein Gebet oder ein spezielles Lied, wie eine Hymne, sein. Eingeladene Gäste genießen kostenlos die persönliche Betreuung, die Bewirtung und die Unterkunft durch den Ausschuss.
Politiker können eingeladen werden, um eine Beziehung zu ihnen und ihrer Arbeit zu pflegen und zu vertiefen.
Geistliche aus verschiedenen Religionsgemeinschaften können eingeladen werden, um ein Miteinander der unterschiedlichen Anschauungen zu fördern.
Als Nachfolger der Krieger aus der Vorreservationszeit gelten die Veteranen. Diese sind in Veteranenorganisationen zusammengeschlossen. Bei Powwows gibt man diesen die Gelegenheit, sich mit Standarten und Fahnen, Uniformen und Feuerwaffen in der Öffentlichkeit zu präsentieren. Veteranenorganisationen können eingeladen werden, um bei der Eröffnung als Fahnenträger und als Ehrenformation zu fungieren.
Mit dem Aufkommen der Kasinopowwows werden auch ausgewählte Trommelgruppen eingeladen. Dadurch erreicht der Veranstalter eine überdurchschnittlich gute Qualität in der dargebotenen Powwowmusik. Durch rechtzeitige Bekanntgabe der eingeladenen Trommelgruppen wird ein großer Werbeeffekt für die Veranstaltung erzielt. Diese Trommelgruppen erhalten vom Veranstalter mindestens die Kosten für Reise, Unterkunft und Verpflegung.

## Finanzierung
Die Entscheidung, ein Powwow abzuhalten, steht etwa ein Jahr vor dem Termin der Veranstaltung fest. Zu diesem Zeitpunkt verfügt der Veranstalter über ein Budget und einen Finanzierungsplan. Das Jahr der Vorbereitung kann dazu genutzt werden, weitere finanzielle Mittel zu akquirieren. Das geschieht z. B. durch Verkauf von selbstgemachtem Gebäck oder von Trödel, durch Anfordern öffentlicher Mittel, durch Suche von Sponsoren oder durch Vergabe von Werbeflächen.
Bei jährlichen Powwows gehört zur finanziellen Grundlage der erwirtschaftete Überschuss aus dem letzten Powwow durch Eintrittsgelder, Nenngeld der Wettbewerbsteilnehmer, Standgeld der Händler, Verkauf von Werbeartikeln, eigenen Verkauf von Essen und Getränken, Geld- und Sachspenden, Gewinnspiele.
Die Finanzen werden vom Kassierer des Ausschusses verwaltet.
Auf traditionellen Powwows wird das Geld durchgehend im Sinne der Überlieferungen eingesetzt. Steht an einigen Stellen der finanzielle Gewinn für den Veranstalter im Vordergrund, wodurch Überlieferungen vernachlässigt werden, handelt es sich um ein kommerzielles Powwow.

## Bestandteile

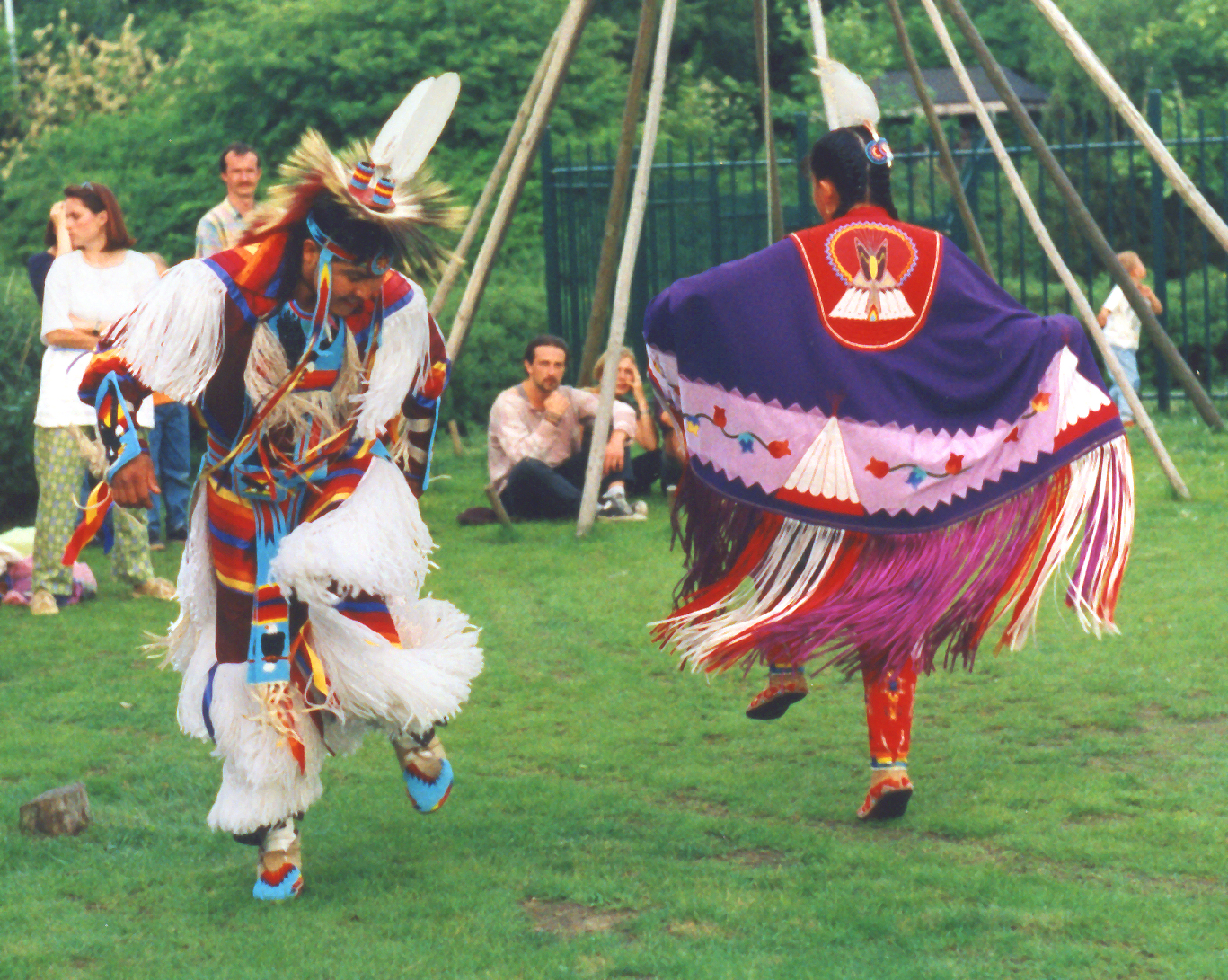
Powwow-Vorführung im Naturkundemuseum Münster

Ein Powwow kann wenige Stunden bis mehrere Tage dauern. Ein Powwowtag beginnt frühestens mit dem offiziellen Weckruf eines Ausrufers bei Sonnenaufgang und endet spätestens mit privaten Partys am nächsten Morgen. Dazwischen kann eine Vielzahl von Einzelveranstaltungen stattfinden. Es gibt offizielle Veranstaltungen, die vom Veranstalter ausgehen, und privat organisierte Veranstaltungen. Jede offizielle Veranstaltung folgt dabei einem bestimmten Ablauf und einer Etikette, die von Powwow zu Powwow unterschiedlich sein können. Dabei unterscheiden sich Veranstaltungen innerhalb der Tanzarena, Veranstaltungen außerhalb der Tanzarena und Veranstaltungen, die inner- und außerhalb der Tanzarena stattfinden.

### Veranstaltungen innerhalb der Tanzarena
Der zentrale Ort für traditionelle Tanz-, Musik- und andere Veranstaltungen ist die Tanzarena. Diese kann sich unter freiem Himmel oder unter schattenspendenden Überdächern wie einer Laube befinden. Bei Innenveranstaltungen ist der Tanzplatz in Mehrfachtipis, einer Tanzhütte, einem Zelt oder anderen festen Gebäuden wie Veranstaltungszentren, Sporthallen oder anderen geeigneten Räumlichkeiten.

#### Gurdentanz
Der Name dieses Tanzes kommt von den Gurden, das sind Flaschenkürbisse. Aus deren getrockneten und ausgehöhlten Fruchtkörpern werden die Rasseln gefertigt, die bei diesem Tanz benutzt werden. Modernere Formen der Rasseln werden aus Blechdosen gemacht. Der Gurdentanz kommt von den Kiowas. Auf Powwows findet diese Tanzveranstaltung vor der Eröffnung statt und besteht aus Tanz, Gesang und Ehrungen.

#### Eröffnung
Zur Eröffnung können folgende Punkte gehören: Trommelappell, Aufwärmlieder der Trommelgruppen, Ansprache, Einzug der gastgebenden Trommelgruppe, der Standarten- und Fahnenträger nebst Ehrenformation, der Würdenträger einschließlich der Königlichen und der Tänzer, Begrüßung und Vorstellung der Tanzkategorien, Eröffnungsgebet, Nationalhymne, Fahnenehrung, Veteranenlied oder Siegeslied ggf. mit Siegestanz, Vorstellung der Standarten- und Fahnenträger, Vorstellung der Würdenträger,
Veteranentanz, Eröffnungstänze, Programmüberblick,

#### Stämmeübergreifende (intertribale) Tanzveranstaltung
Der ursprüngliche Zweck dieser Einzelveranstaltungen war der gemeinsame Einzeltanz der
Powwowtänzer aus unterschiedlichen Stammeskulturen auf der Tanzfläche zum gleichen Powwowlied. Alte, typische stämmeübergreifende Powwowlieder haben keinen oder einen einfachen Text, damit Sänger aus unterschiedlichen Kulturen leicht gemeinsam singen können. Es können an den Tänzen bei einer großen Vielfalt der Tanzstile alle Powwowtänzer gleichzeitig teilnehmen, unabhängig von Abstammung, Kultur, Geschlecht, Alter, Tanzkategorie und Tracht. Diese Veranstaltung bietet den Powwowtänzern die Gelegenheit, sich beim Tanz auf der Tanzfläche zu treffen, sich auszutauschen und ein gemeinschaftliches Erlebnis zu haben. Neuere stämmeübergreifende Powwowlieder können einen aufwändigen Text haben.

#### Vorführungen
Jeder Programmpunkt in der Tanzarena kann mehrere Zwecke erfüllen und ist immer gleichzeitig eine Vorführung. Es gibt auch Programmpunkte, die hauptsächlich als Vorführung zu Demonstrationszwecken und zur Unterhaltung dienen. Dazu können alle Arten von traditionellen Musik- und Tanzdarbietungen gehören. Sind Powwowtänzer anwesend, haben sie die Gelegenheit, ihren Tanzstil vorzuführen. Bei den Vorführungen gilt eine klare Trennung von Künstlern und Publikum. Das Publikum kann den Künstlern durch Geldgeschenke Unterstützung zeigen und Anerkennung erweisen.
Beispiele:
- Reifentanz (Tanz zu Powwowmusik mit 1 bis ca. 40 Reifen je Akteur)
- Schautänze, Volkstanz und musikalische Darbietungen aus dem Powwowbereich, aus anderen Kulturregionen Nordamerikas und der ganzen Welt[19]

#### Wettbewerbe
Wettbewerbe können in verschiedenen traditionellen Disziplinen ausgerichtet werden.
Sie erfüllen verschiedene Zwecke. Dazu gehören die Unterhaltung eines Publikums, die Weitergabe des Überlieferten und die Vermittlung von Wertevorstellungen. Sie können vom Veranstalter ausgeschrieben werden oder Teil von Sonderveranstaltungen sein. Zu gewinnen gibt es Sach- und Geldpreise. Dadurch werden die Teilnehmer motiviert, gute Leistungen zu bringen und sich gegenseitig zu übertreffen. Die Disziplinen können Powwowtanz, Powwowmusik und andere sein. Bei Wettbewerben des Veranstalters kann eine Registrierung der Teilnehmer erforderlich sein und ein Nenngeld erhoben werden. Für Kinder kann es zusätzliche Wettspiele wie Sackhüpfen und Eierlaufen geben. Die Wettbewerbsregeln werden vom jeweiligen Ausrichter aufgestellt und vor dem Wettstreit bekanntgegeben.

#### Gewinnspiele
Zur Finanzierung des Powwows können Gewinnspiele veranstaltet werden. Sie werden vom Ansagerstand aus durchgeführt. Der gestiftete Preis wird vorgestellt und die Spielregeln werden erklärt. Aus den verkauften Losen wird das Gewinnerlos unter Aufsicht des Ausschusses öffentlich gezogen. Der Gewinner wird aufgerufen und kann sich den Preis abholen.
Bei einer Tombola geht es mindestens um einen hochwertigen, gestifteten Preis, der während des Spiels ausgestellt wird. Beim 50-50-Topf geht es um Geld. Eine Hälfte der Einnahmen geht an den Gewinner, die andere Hälfte kommt dem Powwow zugute.

#### Gesellschaftstanz
Die Gesellschaftstänze und die dazugehörige Musik sind aus dem militärisch begründeten Powwow entstanden. Daraus haben sich außerhalb von Powwows eigene Veranstaltungsformen entwickelt. Der Bestand an Gesellschaftstänzen kann aus Paartänzen und Reigen (Kreistänze und Kettentänze) in verschiedenen Formen und Varianten bestehen. Einige davon können auch auf Powwows in der Tanzarena stattfinden.

#### Sonderveranstaltungen
Zusätzlich zu den Einzelveranstaltungen, die vom Powwowveranstalter kommen, können auch Privatpersonen Sonderveranstaltungen einbringen. Diese finden aus Anlass einer Ehrung statt und können aus folgenden Programmpunkten bestehen: Ansprache, Vorstellung der geehrten Person, Zeremonie, Ehrentanz, traditioneller Wettbewerb mit Siegerehrung, Verschenkveranstaltung mit Tanz zur Verschenkveranstaltung, Festessen.

#### Ehrungsveranstaltung für den Ausschuss
Die Ehrungsveranstaltung für den Ausschuss kann eine eigene Veranstaltung sein oder kann dem Abschluss des Powwows zugeordnet werden. Diese kann aus folgenden Punkten bestehen: Ansprache, Vorstellung der Mitglieder des scheidenden Ausschusses, Ehrentanz, Verschenkveranstaltung, Vorstellung der Mitglieder des neuen Ausschusses, symbolische Übergabe der Geschäfte vom scheidenden an den neuen Ausschuss.

#### Abschluss
Zum Abschluss können folgende Programmpunkte gehören: Ansprache, Abschlussgebet, Fahnenlied, Veteranenlied oder Siegeslied, Herausbringen der Fahnen, Auszug der Tänzer.

### Veranstaltungen außerhalb der Tanzarena (Beispiele)
Außerhalb der Tanzarena kann es auf einem Powwow weitere Veranstaltungsorte geben: Tanzplätze, Sportplätze, Stadien, Bühnen, Marktplätze, Ausstellungsräume, Vortragssäle.
- Sport[1][23][24] (wie Pferderennen, Rodeo, Softball;[25] Basketball, Bogenschießen, Laufsport,[26] Triathlon, Gesellschaftstanz)
- Spiel[27][28] (z. B. Handspiele[26], Ratespiele, Geschicklichkeitsspiele, Glücksspiele, Kinderspiele)
- Festessen[23]. Der Veranstalter gibt öffentlich kostenlos bis zu drei Essen am Tag aus. Das Essen wird in Form von Rationen verteilt, aus denen sich die Camper die Mahlzeiten selbst zubereiten können oder als fertige Mahlzeit, die an einer zentralen Stelle ausgegeben wird. Das ist irgendwo auf dem Powwowgelände, in wenigen Fällen in der Tanzarena. Alle Anwesenden sind dazu eingeladen so lange der Vorrat reicht. Die Reihenfolge der Empfänger ergibt sich aus der Überlieferung oder wird durch den Sprecher in der Arena angesagt. Als Erkennungszeichen für die Tänzer gelten getragene Bestandteile der Tracht oder die Wettbewerbsnummern. Die Sänger weisen sich durch den Trommelschläger aus, Veteranen durch getragene Abzeichen. Die Alten und körperlich eingeschränkte Personen erkennt man an ihrem Äußeren. Familien mit Kindern sind ebenfalls leicht auszumachen. Durch die Essensausgabe lebt der Veranstalter die Tugenden der Gastfreundschaft und Freigiebigkeit. Er kommt damit seiner Aufgabe nach, für Bedürftige und angereiste Gäste zu sorgen. Auf kommerziellen Powwows ist das Essen kostenpflichtig. Im Rahmen von Sonderveranstaltungen können ebenfalls Festessen stattfinden.
- Festzüge[1][29]
- Ausstellungen (Kunst,[30] Design,[26] Kunsthandwerk)
- Modenschau[26]
- Kunstwettbewerb[30]
- Konzerte
- Theater
- Erzählveranstaltungen[25]
- Literaturlesungen[20]
- Märkte[31][32] (z. B. Kunstmarkt,[25] Kunsthandwerkermarkt,[25] Jahrmarkt)
- Handwerksvorführungen
- Symposien,[26] Tagungen

### Veranstaltungen inner- und außerhalb der Tanzarena (Beispiele)
- Fahnenhissen (die Fahnenstangen stehen außen am Rundbau, das Lied wird innerhalb der Arena gesungen, das Dankesessen findet bei den beteiligten Familien statt)
- Paradetanz (über den Festplatz mit Abschluss in der Tanzarena)
- Prinzessinnenwettbewerbe[33] (Tanzwettbewerb, Vorstellung, Krönung,[34] Ehrung und Verabschiedung innerhalb der Tanzarena; andere Teile des Wettbewerbs wie Vorstellungsgespräche und Präsentationen außerhalb)
- Wettläufe (außerhalb der Tanzarena mit Zieleinlauf in die Arena)
- Gedenkmärsche und -wanderungen (außerhalb der Tanzarena mit Ziel in der Arena)

## Powwowmusik und -tanz

### Kategorien
Es gibt verschiedene Arten von Tänzen mit verschiedenen Trachten und Regalia. Jeder Tanz hat seine eigenen festen Regeln, eigene Schrittfolgen, Tempi, Takte und seine eigene Entstehungsgeschichte. Allen gemeinsam ist ein 5er Rhythmus mit der Betonung auf der Eins, der „Takt des Herzens“. Diese verschiedenen Tanzarten können vom Veranstalter zu Kategorien zusammengefasst werden. Diese Einteilung kann von Tradition zu Tradition unterschiedlich sein. Hier eine einfache Einteilung der Kategorien als Beispiel:
- Traditioneller Tanz der Männer (Men’s Traditional)
- Traditioneller Tanz der Frauen (Women’s Traditional)
- Grastanz der Männer (Men’s Grass Dance)
- Glöckchenkleidtanz der Frauen (Women’s Jingle Dress Dance)
- Fancy-Federtanz der Männer (Men’s Fancy Feather Dance)
- Hoop dance
- Fancy-Schaltanz der Frauen (Women’s Fancy Shawl Dance)

Auf einem Powwow kann es viele verschiedene Arten von Musik geben. Die originäre Musik ist die Powwowmusik mit Gesang und Trommeln. Diese geht auf die alten Bräuche der Kriegergesellschaften der Großen Ebenen und Grasländer zurück.
Die Musik wird live von Gruppen vorgetragen. Die Mitglieder einer Gruppe von vier bis zu zehn Personen schlagen gemeinsam auf eine spezielle große Trommel, die flach über der Erde aufgehängt ist und singen dazu traditionelle Lieder. Viele Trommelgruppen bestehen aus Verwandten. Die Trommel selbst hat bei traditionellen Powwows den Status einer geehrten Person und befindet sich im Zentrum der Veranstaltung. Der „Keeper of the drum“ oder auch „Lead Singer“ gibt durch Gesten und Gesang das Tempo und die Lautstärke vor. Während der Zeremonien und Tänze dürfen die Trommler die Trommel nicht verlassen. Es gibt sehr viele verschiedene Powwowlieder mit speziellen Texten und Rhythmen für unterschiedliche Gelegenheiten. Jeden Tag werden neue Lieder komponiert. Innerhalb einer Musik- und Tanzveranstaltung auf einem Powwow kann es Wettbewerbe geben. Sowohl die besten Musiker als auch Tänzer werden prämiert. Etliche Indianer leben ausschließlich von solchen Powwow-Prämien. Manche Trommelgruppen erlangen in der Szene große Berühmtheit, wie die „Blacklodge Singers“, „Lakota Thunder“ oder „Black Bear Singers“. Sie wurden bereits mit verschiedenen Preisen geehrt (so dem „Native American Music Grammy“) und haben etliche CDs verkauft. Die meisten indianischen Musiker verstehen sich als Hüter der Stammesmusik, die mit ihrer Musik das Andenken an die großen Stammesmitglieder und an die alten Traditionen bewahren möchten (siehe Jerry Alfred).

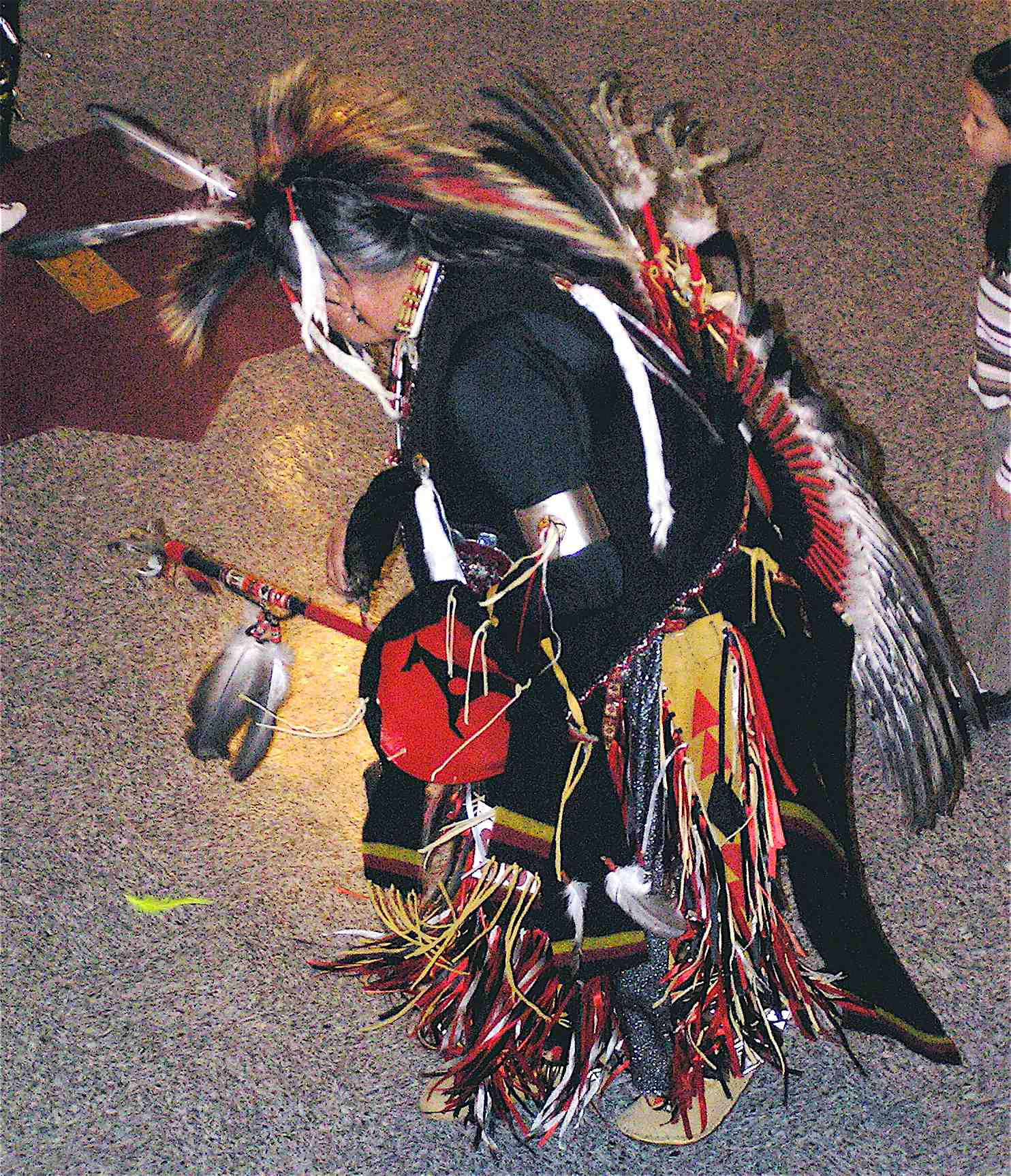
Men’s Traditional in Last Chance Community beim Powwow 2007, Helena, Montana

## Etikette
Die Etikette, Benimmregeln genannt, ist das Verhaltensregelwerk, das die Erwartungen an das Sozialverhalten der Leute auf dem Powwow beschreibt. Sie ist auf die zeitgenössischen traditionellen Wertevorstellungen des Gastgebers gegründet.
Die Zeremonie des Einzuges, mit der jedes authentische Powwow beginnt, gilt vielen Indianern als heilig, so dass es oft nicht gestattet ist, dabei zu filmen.